# Пигузов, Владимир Александрович
Владимир Александрович Пигузов (расстрелян в 1986 году) — секретарь парткома Краснознамённого института имени Ю. В. Андропова КГБ СССР, был завербован ЦРУ.

## Биография
Сирота. Окончил суворовское военное училище и Высшую школу КГБ, полковник Первого главного управления КГБ СССР.
Первая попытка вербовки состоялась в Индонезии в 1974 году, однако Пигузов отказался и сообщил о ней в «Центр», что ухудшило отношение к нему со стороны начальства. Он был отозван в Москву и переведён на канцелярскую работу. Последнее стало одной из причин, по которым удалась вторая попытка — во время командировки в США в 1976 году. Однако, есть сведения, что полковник Пигузов никогда не посещал США, его деятельность проходила преимущественно на территории Индонезии.
По версии историка и писателя Михаила Ильинского, Пигузова завербовало ЦРУ, когда тот находился в Лаосе (сам Пигузов до этого работал и во Вьетнаме).
Работал освобожденным секретарём парткома Краснознаменного института КГБ им. Ю. В. Андропова, в результате его предательства ЦРУ многие годы имело доступ ко всем личным данным слушателей.
Раскрыт Олдричем Эймсом. Расстрелян в 1986 году по приговору Военной коллегии Верховного суда СССР.